# Ramon Goose
Ramon Goose est un guitariste, chanteur et compositeur de blues et de rock britannique né le 16 janvier 1977 à Colchester (Angleterre).